# پانزدهمین دوره جشنواره بین‌المللی فیلم فجر
پانزدهمین دوره جشنواره فیلم فجر از ۲۲ بهمن تا ۲ اسفند ماه ۱۳۷۵ در تهران برگزار شد.

## برگزیدگان

### دیپلم افتخار
- بهترین بازیگر نقش اول مرد: احمد نجفی (هتل کارتن، توفان شن)
- بهترین بازیگر نقش اول زن: لیلا حاتمی (لیلا)
- بهترین موسیقی متن: فریدون شهبازیان (نامزدی)
- بهترین بازیگر نقش دوم زن: عذرا اسماعیلی (نامزدی)
- بهترین چهره‌پردازی: سیدمحسن موسوی (بچه‌های آسمان)
- بهترین فیلم اول: مردی شبیه باران (گوهران)
- بهترین پوستر (اعلان دیواری): رضا عابدینی (یک داستان واقعی)
- بهترین نمونه فیلم (آنونس): صمد تواضعی (غزال)

### سیمرغ بلورین
- بهترین فیلم اول: مسافر جنوب - (گروه کودک و نوجوان شبکه دوم و کوروش مذکوری)
  - سرعت - (سیداحمد میرعلایی)
  - موشک کاغذی - (گروه کودک و نوجوان شبکه دوم و محمدرضا سرهنگی)
- بهترین فیلم دوم: براده‌های خورشید (منوچهر شاهسواری)
  - سفر پرماجرا - سیامک اطلسی
- کاندیدا بهترین نمونه فیلم (آنونس): مهدی ژورک برای فیلم خواهران غریب

| سیمرغ بلورین بهترین فیلم | سیمرغ بلورین بهترین کارگردانی |
| --- | --- |
| - بچه‌های آسمان – کانون پرورش فکری کودکان و نوجوانان - لیلا – داریوش مهرجویی و فرامرز فرازمند - مسافر جنوب – گروه کودک و نوجوان شبکه دوم و کوروش مذکوری - سرزمین خورشید – احمدرضا درویش             | - مجید مجیدی – بچه‌های آسمان - احمدرضا درویش – سرزمین خورشید - داریوش مهرجویی – لیلا - پرویز شهبازی – مسافر جنوب                                              |
| سیمرغ بلورین بهترین بازیگر نقش اول مرد | سیمرغ بلورین بهترین بازیگر نقش اول زن |
| - ابوالفضل پورعرب – مردی شبیه باران در نقش منصور قاسمی - علی مصفا – لیلا در نقش رضا - خسرو شکیبایی – سایه به سایه در نقش؟ - احمد نجفی – هتل کارتن در نقش بهرام ادیب - احمد نجفی – توفان شن در نقش؟ | - گلچهره سجادیه – سرزمین خورشید در نقش هانیه - پریوش نظریه – سجده بر آب در نقش ستاره - فقیهه سلطانی – معجزه خنده در نقش نرگس - لیلا حاتمی – لیلا در نقش لیلا |
| بهترین بازیگر نقش دوم مرد | بهترین بازیگر نقش دوم زن |
| - امین تارخ – ماه و خورشید در نقش؟ - امین حیایی – براده‌های خورشید در نقش؟ - سعید پورصمیمی – سرزمین خورشید در نقش؟ - محمدرضا مشاک‌زاده – سرزمین خورشید در نقش سید موسی                               | - جمیله شیخی – لیلا در نقش مادر رضا - گلاب آدینه – فصل پنجم در نقش خورشید خانم - ماهایا پطروسیان – نابخشوده در نقش فرنگیس - عذرا اسماعیلی – نامزدی در نقش؟   |
| سیمرغ بلورین بهترین فیلمنامه | سیمرغ بلورین بهترین موسیقی متن |
| - بچه‌های آسمان – مجید مجیدی - لیلا – داریوش مهرجویی - مسافر جنوب – پرویز شهبازی - سایه به سایه – علی ژکان                                                                                          | - سرزمین خورشید و مردی شبیه باران – بابک بیات - بچه‌های آسمان – کیوان جهانشاهی                                                                                |
| بهترین صداگذاری | بهترین صدابرداری |
| - براده‌های خورشید – مسعود بهنام، بهمن اردلان - بچه‌های آسمان – محمدرضا دلپاک - سرزمین خورشید – جهانگیر میرشکاری - سرعت – اسحاق خانزادی                                                              | - سرزمین خورشید – جهانگیر میرشکاری - لیلا – اصغر شاهوردی - مسافر جنوب – مجتبی مرتضوی و سعید احمدی - معجزه خنده – پرویز آبنار                                 |
| بهترین طراح صحنه و لباس | سیمرغ بلورین بهترین فیلم‌برداری |
| - سرزمین خورشید – امیر اثباتی - سجده بر آب – ایرج رامین‌فر - لیلا – ژیلا مهرجویی، فریار جواهریان و بیتا قزل‌ایاق - نامزدی – ناصر غلامرضایی                                                           | - سرزمین خورشید – محمد آلادپوش - بچه‌های آسمان – پرویز ملک‌زاده - لیلا – محمود کلاری - موشک کاغذی – مرتضی پورصمدی                                              |
| بهترین چهره‌پردازی | بهترین |
| - توفان شن – جلال معیریان - سرزمین خورشید – مهرداد روحانی - عقرب – عبدالله اسکندری | |
| سیمرغ بلورین بهترین تدوین | سیمرغ بلورین بهترین جلوه‌های ویژه |
| - بچه‌های آسمان – حسن حسندوست - سرزمین خورشید – عباس گنجوی - لیلا – مصطفی خرقه‌پوش - مسافر جنوب – جعفر پناهی                                                                                         | - سرزمین خورشید – محسن روزبهانی - توفان شن – محمدرضا شرف‌الدین و حسین طلابیگی - سرعت – رضا رستگار و مصطفی رستگاری - طوفان – نجف فتاحی                         |
| جایزه ویژه هیئت داوران | بهترین فیلم کوتاه |
| - سرزمین خورشید – بنیاد سینمایی فارابی - موشک کاغذی (فیلم دوم) – بنیاد سینمایی فارابی و محمدرضا سرهنگی                                                                                             | |